# Koehler & Amelang
La maison d'édition Koehler & Amelang est une maison d'édition allemande établie à Leipzig.

## Histoire

### Origines
La maison d'édition est issue des anciennes maisons d'édition de Karl Franz Gottfried Koehler (1764–1833), fondée en 1789, et de Carl Friedrich Amelang (1785–1856), fondée en 1806. Ces deux maisons ont été progressivement fusionnées à partir de 1917. À partir de 1915, Hermann von Hase (1880–1945)  devient associé et directeur de la maison d'édition ;  en 1933, il devient membre du NSDAP. À l' époque du national-socialisme, Koehler & Amelang ont publié plusieurs écrits nationalistes et ethniques dans la série allemande Ahnenerbe, publiée par la Fondation allemande de recherche Ahnenerbe. Hase quitte la maison d'édition en 1938.

### Nationalisation
En 1947, la maison d'édition reçoit une nouvelle licence dans la zone d'occupation soviétique, mais elle est nationalisée en 1950. Le 1er janvier 1951, la maison d'édition a été transférée à la société holding de l'Union Verwaltungsgesellschaft mbH de la CDU de la RDA VOB pour une utilisation légale. Il existait une coopération étroite avec l'Union Verlag Berlin, qui faisait également partie de la CDU de la RDA. En 1951, la famille Koehler expropriée fonda une nouvelle maison d'édition en République fédérale d'Allemagne sous le nom de Koehlers Verlagsgesellschaft.
Les directeurs de la publication sont : Hellmut Köster de 1946 à 1950, Gerhard Desczyk de janvier 1951 à 1958, Karl Wagner en 1958 et 1959, Karl Nitsche en 1960, et de décembre 1960 à 1990 Hubert Faensen. Sous la direction de ce dernier, la maison d'édition est devenue l'un des éditeurs d'exportation de la RDA. Plus de la moitié des titres de l'éditeur ont été vendus à l'Occident sous forme de licences. En contrepartie, il était également possible de publier d'importantes publications occidentales sur l'histoire de l'art sous licence en RDA. En particulier, la « Série d'études culturelles » fondée en 1961 a connu un grand succès avec plus de 100 volumes.

### Depuis 1990
Après la réunification allemande, la maison d'édition a été transformée en une GmbH (Société à Responsabilité limitée) en juin 1990, dans laquelle la CDU possédait 50 % des actions, le reste a été réparti entre trois employés de la maison d'édition en tant qu'actionnaires. Après que la CDU a renoncé à la propriété de ses anciens actifs le 15 novembre 1990, la Treuhandanstalt vend tous les éditeurs de la CDU à la Frankfurter Allgemeine Zeitung. En 1992, l'entreprise a fusionné avec Union Verlag et en 1993, elle a fusionné avec l'éditeur de livres d'art basé à Munich, Klinkhardt et Biermann. En 1994, l'éditeur d'art chrétien HC Schmiedicke a été ajouté au groupe éditorial opérant sous le nom de Koehler & Amelang. En 1992, la succursale de Leipzig a été abandonnée et l'entreprise a déménagé vers son nouveau siège à Berlin. En 1994, l'entreprise a déménagé à Munich. En 2000, le groupe est allé à la Deutsche Verlags-Anstalt. En janvier 2004, la maison est vendue au groupe d'édition Seemann Henschel et revient à Leipzig.
Le matériel archivé de la maison d'édition Koehler & Amelang jusqu'en 1999 se trouve aux Archives d'État de Leipzig.

## Programme éditorial
Le programme actuel de l'éditeur comprend principalement des sujets historiques et culturels et historiques, ainsi que des livres sur l'histoire de la Saxe et sur des sujets liés à Berlin et au Brandebourg.

### Articles
- (de) Karl Gutzmer, « Koehler und Amelang », Lexikon des gesamten Buchwesens, vol. 3,‎ 1995, p. 262.
- (de) Gunda Beuthien, « Der Union-Verlag der ost-CDU. Entstehung und Entwiklung des Verlager bis in die 1960er Jahre unter Berücksichtigung seiner Beziehungen zu den Verlagen Koehler & Amelang unf Wolfgang Jess. », Leipziger Jahrbuch zur Buchgeschichte, no 10,‎ 2000, p. 249-342.

### Ouvrages
- (de) Helmut Bähring et Kurt Rüddiger, Lexikon Buchstadt Leipzig : Von den Anfängen bis zum Jahr 1990, Tauchaer Verlag, 2008, 287 p. (ISBN 978-3-89772-147-0).
- (de) Christoph Links, Das Schicksal der DDR-Verlage : Die Privatisierung und ihre Konsequenzen, Berlin, Ch. Links Verlag, 2009, 352 p. (ISBN 978-3-86153-595-9).